# Бопежанова, Алия Кахарманкызы
Алия Кахарманкызы Бопежанова (каз. Әлия Қахарманқызы Бөпежанова; род. 4 декабря 1952, Саудакент, Сарысуский район, Жамбылская область, Казахская ССР) —  литературный и театральный критик, переводчик, академик Академии Журналистики Казахстана (с 2001), лауреат международной литературной премии "Алаш" (2003), национальной театральной премии "Сахнагер" (2018), заслуженный деятель Казахстана (2012), кавалер ордена "Құрмет" (2021).

## Биография
Родилась в ауле Саудакент Сарысуского района Жамбылской области.
В 1973 г. окончила филологический факультет Казахского женского национального педуниверситета.
В 1978 году окончила аспирантуру Казахского национального университета им. Аль-Фараби.
Трудовую деятельность начала в 1973 году учителем Сарысуского района.
С 1976 по 1980 годы — редактор республиканских издательств «Жалын», «Кайнар».
С 1980 по 2001 годы — завотделом республиканской газеты «Казах адебиети».
С 2001 по 2003 годы — руководитель Алматинского филилала еженедельника «Алтын орда».
С 2001 по 2013 годы — редактор-стилист, аналитик АО   «Агентство Хабар».
С 2008 года по настоящее время — Руководитель литературного отдела Казахского Национального театра драмы им. М.Ауэзова, в этой должности была и в 1993 по 1998 годы.
Член Союза Писателей Республики Казахстан.
Член Союза Театральных Деятелей Республики Казахстан.
Член жюри многих литературных конкурсов, республиканских и международных театральных фестивалей,   Член редколлегии нескольких журналов.

### Семья
- Муж — Аскар Сулейменов (1938-1992), писатель-драматург, литературный критик,  Лауреат Государственной премии Республики Казахстан (1996).
- Дочь — Асмэ.

## Творчество
Автор книг на казахском языке «Орнаменты» (1991), «Жизнь - это нравственный феномен» (2001), «Искусство, как личный опыт» (2008), «Культура, как творящее  сознание» (2009), "Атырауский драматический театр" (2015), "Башня" (2020), "Свет сцены" (2020),  "Аттила" (2022),  также более двадцати  книжных проектов по литературе, театру, культуре; более двух сотней статей, аналитических материалов в республиканском СМИ и ЭСМИ, имеет публикации в зарубежных изданиях.
Автор переводов пьес  А.П.Чехова «Три сестры», У.Шекспира «Отелло» (сценический вариант), Е.Замятина «Аттила», Г.Томского «Аттила и Аэций», В.Смехова «Али баба и сорок разбойников», поставленных на сцене Казахского Национального театра драмы им.М.Ауэзова, а также пьес А.Лауринчюкаса, Р.Солнцева, И.Какабадзе, Т.МакНелли,  И.Лаузунда и  т.д.,  рассказов А.Кима, книги прозы И.Ракши «Весь белый свет...»; философских трудов Леви-Стросса, Д.Бидни, Ральфа, Малиновского по госпрограмме «Культурное наследие», книги Ю.Борева «Эстетика» по госпрограмме «Сто учебников»; нескольких художественных и документальных фильмов.
Читала свои авторский курс «Современная критика искусства» и другие спецкурсы в КазНАИ им. Т. Жургенова.
Награды и звания
- 1995 — Почётная грамота Президента Республики Казахстан
- 2001 — академик Академии Журналистики Республики Казахстан[2]
- 2003 — Международная литературная премия Союза писателей Казахстана «Алаш» за книгу «Дүние — имани құбылыс»
- 2011 — Медаль «20 лет независимости Республики Казахстан»
- 2012 — Указом Президента Республики Казахстан от 7 декабря 2012 года награждена почётным званием «Заслуженный деятель Республики Казахстан», за заслуги перед государством, активную общественную деятельность, значительный вклад в социально-экономическое и культурное развитие страны[3][4].
- 2016 — Медаль «25 лет независимости Республики Казахстан»
- 2018 — Национальная театральная премия «Сахнагер»[5]
- 2021 (2 декабря) — Указом президента РК награждёна орденом «Курмет»;